# The New York Review of Books
The New York Review of Books – amerykański dwutygodnik specjalizujący się w tematyce literatury, kultury i wydarzeń społeczno-politycznych. Dużą częścią gazety są recenzje książek, również punktem wyjścia większości artykułów nie dotyczących bezpośrednio literatury są nowości wydawnicze.
W roku 2007 czasopismo miało nakład 140 tys. egzemplarzy. Wydawane jest w Nowym Jorku. Od założenia gazety redaktorem naczelnym jest Robert B. Silvers, do roku 2006 współpracowała z nim Barbara Epstein. Gazeta działa również jako wydawnictwo książkowe, występujące pod marką New York Review Books.
W latach po założeniu czasopisma publikowali w nim tacy autorzy jak Hannah Arendt, W.H. Auden, Saul Bellow, Truman Capote, Robert Lowell, Mary McCarthy, Norman Podhoretz czy Susan Sontag. Gazeta publikowała też teksty polityków opozycji z krajów komunistycznych, m.in. Václava Havla i Aleksandra Sołżenicyna.
W późniejszych latach w czasopiśmie publikowali swoje teksty Timothy Garton Ash, Margaret Atwood, Saul Bellow, Isaiah Berlin, Iosif Brodski, Noam Chomsky, J.M. Coetzee, Ronald Dworkin, John Kenneth Galbraith, Nadine Gordimer, Vladimir Nabokov, V.S. Naipaul, John Searle, Desmond Tutu, John Updike, Steven Weinberg i Tony Judt. Wysoki poziom literacki i dobór autorów stawia „The New York Review of Books” pośród najważniejszych anglojęzycznych czasopism kulturalnych.